# All the Good Times (Are Past & Gone)
All the Good Times (Are Past & Gone) (с англ. — «Все хорошие времена (Прошли и исчезли)») — шестой студийный альбом американской кантри-исполнительницы Гиллиан Уэлч, второй сольный студийный альбом Дэвида Ролингза (четвёртый, включая его студийную работу с группой Dave Rawlings Machine), изданный 10 июля 2020 года на лейбле Acony Records. Продюсировал альбом Дэвид Ролингз. Диск стал первым альбомом Уэлч за последние девять лет и это первый студийный альбом, официально записанный Уэлч и Роулингзом вместе. Все песни в альбоме — это либо кавер-версии других исполнителей, либо традиционные фолк-песни, получившие новую аранжировку. Уэлч и Роулингз сотрудничали на протяжении многих лет, включая множество случаев написания песен, студийного производства и совместных гастролей, но этот альбом стал первым случаем совместного выпуска их музыки.
Альбом был положительно встречен критиками, номинирован на 63-ю премию «Грэмми» (2021) и получил её в категории «Лучший фолк-альбом».

## Предыстория
Записи альбома предшествовали несколько трагических событий в районе студии. В начале марта по штату Теннесси пронеслась серия смерчей со скоростью ветра до 175 миль в час. За пугающе короткое время были выкорчеваны вековые деревья, крепкие здания и дома превратились в руины, погибли 25 человек. В районе Файв-Пойнтс города Music City (Нашвилл, США), в исторической студии Woodland Studio, построенной в 1967 году и ставшей местом бесчисленных классических сессий, крышу сорвало, как консервную банку, и внутренние помещения оказались под проливным дождем. Гиллиан Уэлч и Дэвид Ролингз, владеющие студией уже около 20 лет, провели ночь и утро, отчаянно пытаясь спасти все, что могли — звукозаписывающее оборудование, мастер-ленты, редкие гитары, тетради с текстами. И, хотя ущерб, нанесенный зданию, был значительным, Уэлчу и Роулингзу в разгар трагедии удалось спасти большую часть этих вещей.
На очереди было стихийное бедствие иного рода — Пандемия COVID-19. Все еще преодолевая последствия урагана, Нашвилл вскоре оказался на замке в локдауне. Уэлч и Роулингз, которые провели в разъездах большую часть последнего четверть века, отменили гастроли 2020 года и затаились дома, начали играть каверы и вести записи. Ролингз записал на магнитофон 10 треков. Результаты этих интимных домашних сессий вошли в непринужденно мастерский альбом All The Good Times, выпущенный в цифровом виде в июле, а затем также доступном на CD и виниле.

## Отзывы
| Оценки критиков | Оценки критиков |
| Источник        | Оценка          |
| --------------- | --------------- |
| Americana UK    | 7/10            |
| The Guardian    | [ 1 ]           |
| Uncut           | [ 3 ]           |

All the Good Times (Are Past & Gone) был положительно встречен музыкальными критиками. Тайлер Уилкокс Uncut назвал пластинку «волшебной» и отметил, что «Пластинка течет естественно, дуэт свободно путешествует во времени и воспоминаниях». Отметил он и «невыносимо пронзительную версию» песни «Hello In There» умершего от ковида-19 автора-исполнителя Джона Прайна, назвав её «тихой опустошающей медитацией о разрушительном действии времени» и в которой звучат строки: «Ты знаешь, что старые деревья только крепнут, а старые люди просто становятся одинокими, ожидая, что кто-то скажет им: „Привет, привет“». И добавил: «Осторожно: эта песня жжет».

## Награды и номинации
| Год  | Церемония     | Категория          | Результат |
| ---- | ------------- | ------------------ | --------- |
| 2021 | Grammy Awards | Лучший фолк-альбом | Победа    |

## Список композиций
| №   | Название                               | Автор(ы)                        | Длительность |
| --- | -------------------------------------- | ------------------------------- | ------------ |
| 1.  | «Oh Babe It Ain't No Lie»              | Elizabeth Cotten                | 4:25         |
| 2.  | «Senor»                                | Bob Dylan                       | 5:27         |
| 3.  | «Fly Around My Pretty Little Miss»     | Traditional                     | 2:34         |
| 4.  | «Hello in There»                       | John Prine                      | 5:42         |
| 5.  | «Poor Ellen Smith»                     | Traditional                     | 3:30         |
| 6.  | «All the Good Times Are Past and Gone» | Traditional                     | 3:54         |
| 7.  | «Ginseng Sullivan»                     | Norman Blake                    | 3:43         |
| 8.  | «Abandoned Love»                       | Bob Dylan                       | 3:44         |
| 9.  | «Jackson»                              | Billy Edd Wheeler, Jerry Lieber | 3:27         |
| 10. | «Y'all Come»                           | Arlie Duff                      | 2:23         |